# Ла Палома (Тексас)
Ла Палома (енгл. La Paloma) насељено је место без административног статуса у америчкој савезној држави Тексас.

## Демографија
По попису из 2010. године број становника је 2.903, што је 2.549 (720,1%) становника више него 2000. године.
| Група             | 2000.       | 2010.         |
| Белци             | 18 (5,1%)   | 41 (1,4%)     |
| Афроамериканци    | 0 (0,0%)    | 13 (0,4%)     |
| Азијати           | 0 (0,0%)    | 8 (0,3%)      |
| Хиспаноамериканци | 326 (92,1%) | 2.852 (98,2%) |
| Укупно            | 354         | 2.903         |